# Peng Liyuan
Peng Liyuan (en chinois : 彭丽媛), née le 20 novembre 1962 dans le xian de Yuncheng, est une chanteuse de variétés chinoise, épouse de Xi Jinping, président de la république populaire de Chine depuis 2013, secrétaire général du Parti communiste chinois depuis 2012. Outre son statut de Première dame de Chine, elle est également général dans l'armée.

## Biographie

### Ascension
Peng Liyuan est originaire du canton de Juncheng, qui fait maintenant partie de Heze, dans la province du Shandong. Elle est la fille de Peng Longkun, un fonctionnaire local chargé des affaires culturelles et catégorisé comme « contre-révolutionnaire », parce que certains de ses proches avaient servi dans l'armée taïwanaise. Elle rejoint l'Armée populaire de libération en 1980, alors qu'elle a 18 ans. Elle est d'abord un simple soldat, mais grâce à son talent vocal, elle commence à se produire dans des spectacles pour stimuler le moral des troupes. Elle devient une artiste renommée, jusqu'à devenir célèbre dans le pays après sa prestation lors du gala télévisuel du Nouvel an, sur CCTV, où elle entonne Sur les plaines de l'espoir. Elle participe presque chaque année à ce gala, sauf en 2008, après la promotion de son mari. 
Ses chansons sont axées sur des thèmes ethniques ou ruraux chinois, et généralement expriment les émotions de citoyens ordinaires de la campagne.
Elle est diplômée du Conservatoire national de Pékin, est titulaire d'un baccalauréat et d'une maîtrise. Elle parle couramment l’anglais.

### Mariage
Peng Liyuan est mariée à l'homme politique Xi Jinping, vice-président puis président de la république populaire de Chine depuis 2013. Pour la majorité des Chinois, elle était plus connue que son époux avant son arrivée au pouvoir. Ils ont une fille nommée Xi Mingze (习 明泽), née en 1992, surnommée Xiao Muzi (小 木子). 
Le couple a été présenté par des amis, comme cela était courant dans les années 1980. Lui était un universitaire s'intéressant à la musique chinoise, fils du révolutionnaire Xi Zhongxun ; sa famille accepte cette relation avec difficulté (lui avait été déjà marié avec la fille de l'ambassadeur chinois en Grande-Bretagne, une union arrangée qui s'était finie au bout de trois ans par un divorce). Après le consentement des parents, le couple se marie le 1er septembre 1987 à Xiamen, dans la province du Fujian ; elle a 24 ans, lui 33. Quatre jours plus tard, Peng Liyuan doit retourner à Pékin pour participer à un festival puis pour les États-Unis et le Canada.

### Carrière de chanteuse
Très populaire grâce à ses apparitions régulières au gala annuel du Nouvel an pendant vingt-cinq années, où elle entonne des chants patriotiques en uniforme militaire, sur la CCTV, la télévision d'État de la République populaire, elle a obtenu de nombreuses distinctions dans des concours nationaux de chant. Elle est soprano.
Elle est aussi l'une des premières personnes en Chine à obtenir une maîtrise en musique ethnique traditionnelle lorsque ce degré universitaire est créé, dans les années 1980. Ses chansons les plus célèbres sont Les Gens de notre village (父老乡亲), Le Mont Everest (珠穆朗玛) et Sur les plaines de l'espoir (在 希望 的 田野 上). Elle a effectué une cinquantaine de tournées à travers le monde. Elle met un terme à sa carrière en 2007, date à laquelle son mari commence à être pressenti pour diriger la Chine lors du prochain bureau politique ; elle ne chante désormais que pour des raisons particulières, comme en 2008, pour un concert de charité dans une région sinistrée par le séisme au Sichuan.

### Politique

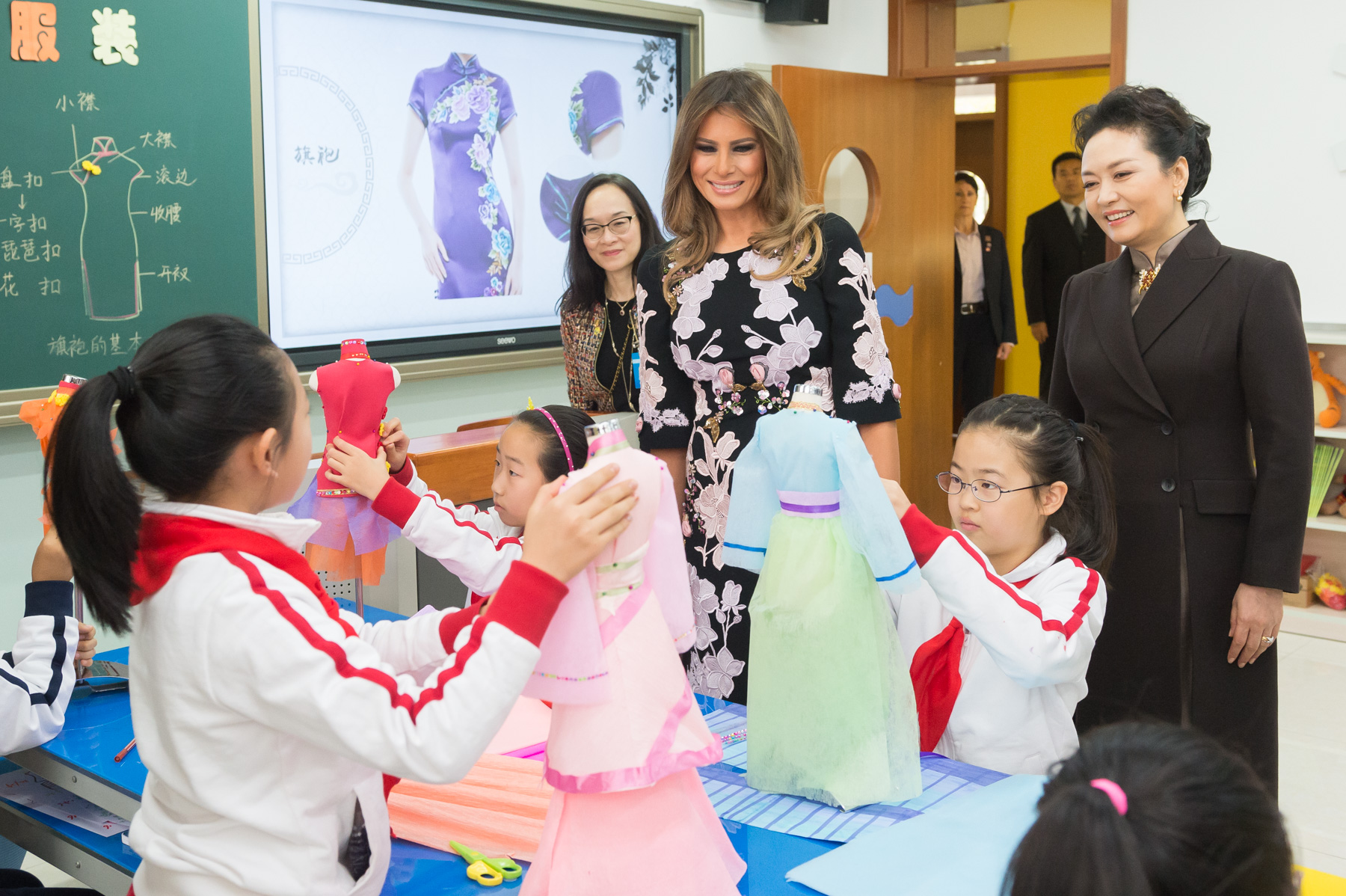
La Première dame américaine Melania Trump et Peng Liyuan visitent une école, en 2017.

Peng Liyuan est activement impliquée en politique. Elle est députée à la 11e Conférence consultative politique du peuple chinois. Elle est également membre de l'Armée populaire de libération et possède actuellement le grade de major général. Quelques politologues s'accordent sur le fait qu'elle a « grandement contribué à accroître la popularité et à adoucir l'image de son mari. Son rang de générale et sa renommée au sein de l'armée ont également aidé son mari à courtiser les militaires, sans lesquels il n'est pas de carrière au plus haut niveau ».
En 2011, elle est nommée par l'OMS ambassadrice de bonne volonté pour la tuberculose et le sida.
Elle accompagne publiquement son mari lors de visites officielles, par exemple en Tanzanie en 2013 ou aux Pays-Bas en 2014.